# Stefan Moskwa
Stefan Moskwa (* 27. September 1935 in Wola Mała; † 18. Oktober 2004 in Przemyśl) war römisch-katholischer Weihbischof in Przemyśl.

## Leben
Der Bischof von Przemyśl, Franciszek Barda, weihte ihn am 7. Juni 1959 zum Priester.
Papst Johannes Paul II. ernannte ihn am 30. November 1983 zum Weihbischof in Przemyśl und Titularbischof von Giru Mons. Der Bischof von Przemyśl, Ignacy Tokarczuk, weihte ihn am 8. Januar des nächsten Jahres zum Bischof; Mitkonsekratoren waren Bolesław Łukasz Taborski, Weihbischof in Przemyśl, und Tadeusz Bogusław Błaszkiewicz, Weihbischof in Przemyśl. 
Als Wahlspruch wählte er Redemptori. 